# 이효정 (배드민턴 선수)
이효정(李孝貞, 1981년 1월 13일~)은 대한민국의 배드민턴 선수이다.
2008년 베이징 올림픽에서 여자 배드민턴 복식에서 이경원과 함께 은메달을 획득하였다. 이틀 후 혼합 복식에서는 이용대와 함께 금메달을 획득하였는데, 이 종목에서 대한민국의 금메달은 1996년 애틀랜타 올림픽 이후 12년 만의 일이다.
2010년 아시안 게임 혼합 복식에서 신백철과 짝을 이뤄 금메달을 획득하였다.